# Liga Argentina de Voleibol 2007-08
La temporada 2007-08 de la Liga Argentina de Voleibol fue la decimosegunda edición de la máxima competencia nacional de clubes. La temporada regular inició el 25 de octubre y finalizó el 19 de abril en el cuarto partido de las finales. En esta temporada DirecTV Bolívar se proclamó campeón por segundo año consecutivo, y alcanzó su cuarto título de manera global al vencer en la serie final a Huracán Chubut Volley. Además, se consagró campeón de manera invicta.
Por otro lado, River Plate perdió la categoría, mientras que Obras de San Juan se mantuvo en la máxima división al ganar el "play-out" ante PSM Vóley.
Además, esta liga destacó por la presencia de equipos porteños jugando fuera de la capital de la nación. Boca Juniors hizo de local en Benito Juárez  y River Plate en el polideportivo de Luján.

## Equipos participantes
| Equipo                       | Localidad              |
| ---------------------------- | ---------------------- |
| Azul Vóley Casinos de Tandil | Azul, Buenos Aires     |
| Belgrano                     | Córdoba, Córdoba       |
| Boca Juniors                 | Ciudad de Buenos Aires |
| DirecTV Bolívar              | Bolívar, Buenos Aires  |
| Chubut Volley                | Trelew, Chubut         |
| La Unión de Formosa          | Formosa, Formosa       |
| Misiones Vóley               | Posadas, Misiones      |
| Gigantes del Sur             | Neuquén, Neuquén       |
| Obras Sanitarias de San Juan | San Juan, San Juan     |
| Rosario Sonder               | Rosario, Santa Fe      |
| River Plate                  | Ciudad de Buenos Aires |
| UPCN Vóley                   | San Juan, San Juan     |

## Modo de disputa
Fase regular
Los doce equipos se enfrentan todos contra todos en dos rondas, jugando contra cada rival una vez de local y otra de visitante. Por cada partido ganado 3 a 0 o 3 a 1 se entregan 3 puntos, mientras que cada encuentro que se juegue hasta el quinto set da dos puntos al vencedor y un punto al perdedor. Una vez terminada las veintidós jornadas, se ordena a los equipos según la puntuación obtenida y, aquellos ubicados en las primeras ocho ubicaciones disputan los play-off del campeonato, los ubicados noveno y décimo dejan de participar, el ubicado undécimo disputa una serie para mantener la categoría y el ubicado último desciende.
Play-offs
Los equipos se enfrentan tal que el mejor ubicado se empareje con el peor ubicado, disputando más partidos como local el mejor ubicado. Los cuartos de final y las semifinales son al mejor de cinco partidos, mientras que la final es al mejor de siete.

## Fase regular
Fuente: somosvoley.com.
| Pos. | Equipo                       | Partidos | Partidos | Partidos | Pts |
| Pos. | Equipo                       | PJ       | PG       | PP       | Pts |
| ---- | ---------------------------- | -------- | -------- | -------- | --- |
| 1.º  | DirecTV Bolívar              | 22       | 21       | 1        | 61  |
| 2.º  | Chubut Volley                | 22       | 16       | 6        | 51  |
| 3.º  | Gigantes del Sur             | 22       | 17       | 5        | 49  |
| 4.º  | La Unión de Formosa          | 22       | 15       | 7        | 44  |
| 5.º  | Boca Juniors                 | 22       | 10       | 12       | 31  |
| 6.º  | Belgrano (Córdoba)           | 22       | 10       | 12       | 31  |
| 7.º  | Azul Vóley Casinos de Tandil | 22       | 10       | 12       | 30  |
| 8.º  | Rosario Sonder               | 22       | 9        | 13       | 27  |
| 9.º  | Misiones Vóley               | 22       | 8        | 14       | 25  |
| 10.º | UPCN San Juan                | 22       | 7        | 15       | 24  |
| 11.º | Obras Sanitarias (SJ)        | 22       | 4        | 18       | 12  |
| 12.º | River Plate                  | 22       | 5        | 17       | 11  |

|  |                                                 |
|  | Clasificados a cuartos de final.                |
|  | Disputa serie por la permanencia, o "play-out". |
|  | Descendido a la Liga A2 de Vóley Argentino.     |

## Serie por la permanencia
Obras Sanitarias de San Juan - Puerto
| Fecha                                                                       | Local      | Resul | Visitante  | Set 1 | Set 2 | Set 3 | Set 4 | Set 5 |
| --------------------------------------------------------------------------- | ---------- | ----- | ---------- | ----- | ----- | ----- | ----- | ----- |
| 18 de marzo                                                                 | Obras (SJ) | 3 - 1 | PSM Vóley  | 22-25 | 25-21 | 26-24 | 25-22 |       |
| 22 de marzo                                                                 | PSM Vóley  | 3 - 2 | Obras (SJ) | 25-22 | 18-25 | 22-25 | 25-22 | 15-12 |
| 26 de marzo                                                                 | Obras (SJ) | 3 - 0 | PSM Vóley  | 25-18 | 25-23 | 25-21 |       |       |
| Obras Sanitarias de San Juan mantiene la categoría al ganar la serie 2 a 1. |            |       |            |       |       |       |       |       |

## Campeonato
|  | Cuartos de final | Cuartos de final   | Cuartos de final |                  |     | Semifinales     | Semifinales | Semifinales |  |     | Final           | Final | Final |  |
|  |                  |                    |                  |                  |     |                 |             |             |  |     |                 |       |       |  |
|  |                  |                    |                  |                  |     |                 |             |             |  |     |                 |       |       |  |
|  | 1.º              | DirecTV Bolívar    | 3                |                  |     |                 |             |             |  |     |                 |       |       |  |
|  | 1.º              | DirecTV Bolívar    | 3                |                  |     |                 |             |             |  |     |                 |       |       |  |
|  | 8.º              | Rosario Sonder     | 0                |                  |     |                 |             |             |  |     |                 |       |       |  |
|  | 8.º              | Rosario Sonder     | 0                |                  | 1.º | DirecTV Bolívar | 3           |             |  |     |                 |       |       |  |
|  |                  |                    |                  |                  | 1.º | DirecTV Bolívar | 3           |             |  |     |                 |       |       |  |
|  |                  |                    | 4.º              | La Unión (F)     | 0   |                 |             |             |  |     |                 |       |       |  |
|  | 4.º              | La Unión (F)       | 4.º              | La Unión (F)     | 0   | 3               |             |             |  |     |                 |       |       |  |
|  | 4.º              | La Unión (F)       |                  |                  |     |                 |             |             |  |     |                 |       |       |  |
|  | 5.º              | Boca Juniors       | 0                |                  |     |                 |             |             |  |     |                 |       |       |  |
|  | 5.º              | Boca Juniors       | 0                |                  |     |                 |             |             |  | 1.º | DirecTV Bolívar | 4     |       |  |
|  |                  |                    |                  |                  |     |                 |             |             |  | 1.º | DirecTV Bolívar | 4     |       |  |
|  |                  |                    | 2.º              | Chubut Volley    | 0   |                 |             |             |  |     |                 |       |       |  |
|  | 2.º              | Chubut Volley      | 2.º              | Chubut Volley    | 0   | 3               |             |             |  |     |                 |       |       |  |
|  | 2.º              | Chubut Volley      |                  |                  |     |                 |             |             |  |     |                 |       |       |  |
|  | 7.º              | Banco Industrial   | 1                |                  |     |                 |             |             |  |     |                 |       |       |  |
|  | 7.º              | Banco Industrial   | 1                |                  | 2.º | Chubut Volley   | 3           |             |  |     |                 |       |       |  |
|  |                  |                    |                  |                  | 2.º | Chubut Volley   | 3           |             |  |     |                 |       |       |  |
|  |                  |                    | 3.º              | Gigantes del Sur | 0   |                 |             |             |  |     |                 |       |       |  |
|  | 3.º              | Gigantes del Sur   | 3.º              | Gigantes del Sur | 0   | 3               |             |             |  |     |                 |       |       |  |
|  | 3.º              | Gigantes del Sur   |                  |                  |     |                 |             |             |  |     |                 |       |       |  |
|  | 6.º              | Belgrano (Córdoba) | 2                |                  |     |                 |             |             |  |     |                 |       |       |  |
|  | 6.º              | Belgrano (Córdoba) | 2                |                  |     |                 |             |             |  |     |                 |       |       |  |
|  |                  |                    |                  |                  |     |                 |             |             |  |     |                 |       |       |  |

El equipo ubicado en la primera línea obtuvo la ventaja de localía.
El resultado que figura es la cantidad de partidos ganados por cada equipo en la serie.

### Cuartos de final
DirecTV Bolívar - Rosario Sonder
| Fecha       | Local           | Resul | Visitante       | Set 1 | Set 2 | Set 3 | Set 4 | Set 5 |
| ----------- | --------------- | ----- | --------------- | ----- | ----- | ----- | ----- | ----- |
| 13 de marzo | DirecTV Bolívar | 3 - 0 | Rosario Sonder  | 25-17 | 25-23 | 25-14 |       |       |
| 16 de marzo | DirecTV Bolívar | 3 - 0 | Rosario Sonder  | 25-17 | 25-14 | 25-19 |       |       |
| 21 de marzo | Rosario Sonder  | 0 - 3 | DirecTV Bolívar | 14-25 | 21-25 | 16-25 |       |       |

La Unión de Formosa - Boca Juniors
| Fecha       | Local               | Resul | Visitante           | Set 1 | Set 2 | Set 3 | Set 4 | Set 5 |
| ----------- | ------------------- | ----- | ------------------- | ----- | ----- | ----- | ----- | ----- |
| 14 de marzo | La Unión de Formosa | 3 - 2 | Boca Juniors        | 22-25 | 28-30 | 27-25 | 25-15 | 18-16 |
| 16 de marzo | La Unión de Formosa | 3 - 1 | Boca Juniors        | 25-23 | 25-19 | 23-25 | 25-18 |       |
| 21 de marzo | Boca Juniors        | 1 - 3 | La Unión de Formosa | 25-22 | 22-25 | 25-23 | 27-25 |       |

Chubut Volley - Banco Industrial
| Fecha       | Local         | Resul | Visitante     | Set 1 | Set 2 | Set 3 | Set 4 | Set 5 |
| ----------- | ------------- | ----- | ------------- | ----- | ----- | ----- | ----- | ----- |
| 13 de marzo | Chubut Volley | 3 - 1 | Azul Vóley    | 25-21 | 18-25 | 25-19 | 26-24 |       |
| 15 de marzo | Chubut Volley | 0 - 3 | Azul Vóley    | 24-26 | 22-25 | 16-25 |       |       |
| 21 de marzo | Azul Vóley    | 2 - 3 | Chubut Volley | 25-19 | 24-26 | 18-25 | 25-17 | 12-15 |
| 23 de marzo | Azul Vóley    | 1 - 3 | Chubut Volley | 20-25 | 22-25 | 25-22 | 19-25 |       |

Gigantes del Sur - Belgrano (Córdoba)
| Fecha       | Local              | Resul | Visitante          | Set 1 | Set 2 | Set 3 | Set 4 | Set 5 |
| ----------- | ------------------ | ----- | ------------------ | ----- | ----- | ----- | ----- | ----- |
| 14 de marzo | Gigantes del Sur   | 2 - 3 | Belgrano (Córdoba) | 25-23 | 23-25 | 25-22 | 19-25 | 12-15 |
| 15 de marzo | Gigantes del Sur   | 3 - 0 | Belgrano (Córdoba) | 25-22 | 25-22 | 25-20 |       |       |
| 21 de marzo | Belgrano           | 3 - 2 | Gigantes del Sur   | 23-25 | 27-29 | 25-19 | 25-18 | 15-13 |
| 22 de marzo | Belgrano (Córdoba) | 1 - 3 | Gigantes del Sur   | 25-27 | 17-25 | 25-22 | 22-25 |       |
| 26 de marzo | Gigantes del Sur   | 3 - 2 | Belgrano (Córdoba) | 20-25 | 25-19 | 25-18 | 18-25 | 15-13 |

### Semifinales
DirecTV Bolívar - La Unión de Formosa
| Fecha       | Local               | Resul | Visitante           | Set 1 | Set 2 | Set 3 | Set 4 | Set 5 |
| ----------- | ------------------- | ----- | ------------------- | ----- | ----- | ----- | ----- | ----- |
| 27 de marzo | DirecTV Bolívar     | 3 - 0 | La Unión de Formosa | 25-15 | 25-14 | 25-18 |       |       |
| 29 de marzo | DirecTV Bolívar     | 3 - 0 | La Unión de Formosa | 28-26 | 25-23 | 25-16 |       |       |
| 3 de abril  | La Unión de Formosa | 1 - 3 | DirecTV Bolívar     | 26-28 | 23-25 | 25-18 | 21-25 |       |

Chubut Volley - Gigantes del Sur
| Fecha       | Local            | Resul | Visitante        | Set 1 | Set 2 | Set 3 | Set 4 | Set 5 |
| ----------- | ---------------- | ----- | ---------------- | ----- | ----- | ----- | ----- | ----- |
| 30 de marzo | Chubut Volley    | 3 - 1 | Gigantes del Sur | 25-23 | 25-20 | 22-25 | 27-25 |       |
| 31 de marzo | Chubut Volley    | 3 - 2 | Gigantes del Sur | 25-19 | 21-25 | 18-25 | 25-22 | 15-13 |
| 5 de abril  | Gigantes del Sur | 0 - 3 | Chubut Volley    | 13-25 | 22-25 | 25-27 |       |       |

### Final
DirecTV Bolívar - Chubut Volley
| Fecha       | Local           | Resul | Visitante       | Set 1 | Set 2 | Set 3 | Set 4 | Set 5 |
| ----------- | --------------- | ----- | --------------- | ----- | ----- | ----- | ----- | ----- |
| 11 de abril | DirecTV Bolívar | 3 - 0 | Chubut Volley   | 25-13 | 25-19 | 25-17 |       |       |
| 12 de abril | DirecTV Bolívar | 3 - 1 | Chubut Volley   | 25-19 | 27-29 | 25-14 | 25-18 |       |
| 18 de abril | Chubut Volley   | 1 - 3 | DirecTV Bolívar | 23-25 | 25-14 | 21-25 | 21-25 |       |
| 19 de abril | Chubut Volley   | 1 - 3 | DirecTV Bolívar | 22-25 | 21-25 | 25-22 | 17-25 |       |

| boder                   |
| Campeón DirecTV Bolívar |
| Cuarto título           |